# Puente Radès-La Goulette
El puente Radès-La Goulette (en árabe: جسر رادس - حلق الوادي‎) es un puente atirantado de Túnez que atraviesa el homónimo lago de Túnez, concretamente el canal, así como la vía rápida y la línea de TGM vinculando la ciudad de Túnez a La Goulette.
Es el puente más grande del país, siendo inaugurado el 21 de marzo de 2009 por el presidente Zine el-Abidine Ben Ali. Sustituyó a los servicios de transbordadores que proporcionan paso a los vehículos que cruzaban hasta ese momento.